# علا (صیدون)
علا، روستایی در دهستان صیدون جنوبی بخش علا شهرستان صیدون در استان خوزستان ایران است. این روستا، مرکز دهستان صیدون جنوبی است.

## جمعیت
بر پایه سرشماری عمومی نفوس و مسکن در سال ۱۳۹۵، جمعیت این روستا برابر با ۶۳۱ نفر (۱۵۰ خانوار) بوده‌است.